# Слободан Павловић (привредник)
Слободан Павловић (Попови, код Бијељине, 9. август 1938 — САД, 16. децембар 2021) био је српски привредник из Чикага, оснивач новог насеља Слобомира и члан Сената Републике Српске.

## Биографија
Рођен је у Поповима код Бијељине. У САД је отишао 1965. године. У родним Поповима је 1990. подигао споменик Кнезу Иви од Семберије, а 1991. је поставио темеље за изградњу Павловића моста који је завршен 28. августа 1996. године, на дан када је постављен камен темељац за изградњу новог града Слобомира. Подигао је споменик Филипу Вишњићу испред градске библиотеке у Бијељини, и цркву Христовог васкрсења у Поповима. Деведесетих је започео изградњу Павловић банке и Слобомир П Универзитета у Слобомиру. Увео је водовод у манастир Добрун, и подигао пјешачки мост на ријеци Рзав. Власник је предузећа Житопромет у Бијељини, штампарије Графам у Брчком, РТВ Слобомир у Слобомиру и других. Патријарх српски Павле га је одликовао орденом Светог Саве првог реда. Постао је Сенатор Републике Српске у другом сазиву Сената 2009. године.
Погинуо је у саобраћајној несрећи у Америци, 16. децембра 2021. године. Сахрањен је на гробљу манастира Нова Грачаница, у Чикагу.